# عراقيون في السويد
عراقيون في السويد (بالسويدية: Svenskirakier) وهم اللاجئون العراقيون الذين يعيشون في السويد، يبلغ عددهم 125,499 ألف نسمة.
هاجر أغلبهم بعد الحصار الدولي على العراق و احتلال العراق عام 2003م. وحالياً تعتبر الجالية العراقية من أكبر الجاليات الأجنبية في البلد.

## مواليد
يظهر الجدول عدداً كبيرا من المواليد السويديون التي ترجع لأصل عراقي بشكل مستمر.
| 2000   | 2001   | 2002   | 2003   | 2004   | 2005   | 2006   | 2007   | 2008    | 2009    |
| 49,372 | 55,696 | 62,751 | 67,645 | 70,117 | 72,553 | 82,827 | 97,513 | 109,446 | 117,919 |

## وصلات خارجية
- Iraqi Swedish Chamber of Commerce (ISCC)
- Iraqi Swedish Business Centre (ISBC)